# 김홍기
김홍기(金弘基, 1968년 10월 3일 ~ )는 1991년 전 KBO리그 태평양 돌핀스의 포수이며 입단 2년째인 1992년 4연속경기 홈런포 등 홈런 5개를 터뜨리면서 시범경기 홈런왕(장종훈과 공동)에 등극했지만 변화구 대처 능력에 약점을 보여  정규시즌에서는 3홈런 밖에 기록하지 못했고 급기야 1993년 1군에서 15경기 밖에 뛰지 못한 채 야구인생을 접었다.

## 출신학교
- 서울장안초등학교
- 신일중학교
- 신일고등학교
- 동국대학교